# Iranische Rüstungsindustrie
Die Iranische Rüstungsindustrie ist in den 25 Jahren vor 2019 mit großen Schritten gewachsen und stellt nun viele verschiedene Typen an Waffen und Ausrüstungsgegenständen her. Iranischen Offiziellen zufolge verkaufte das Land 2003 militärische Waren im Wert von über 100 Millionen USD und hatte bis 2006 in 57 Ländern Waffensysteme exportiert.

## Geschichte
Die Rüstungsindustrie des Iran entstand unter dem letzten iranischen Schah Mohammed Reza Pahlavi. In 1973 wurde Iran Electronics Industries (IEI) gegründet, um die Bemühungen, aus dem Ausland gelieferte Waffensysteme zusammenzubauen und zu reparieren, zu organisieren. Die meisten der Waffen des Iran vor der Islamischen Revolution 1979 wurden aus den USA und Europa importiert. Zwischen 1971 und 1975 verfiel der Schah regelrecht in einen Kaufrausch und erwarb Waffensysteme im Wert von über 38 Milliarden USD allein von den USA. Dies beunruhigte den US-Kongress, welcher daraufhin 1976 ein Gesetz von 1968 über den Export von Waffen verstärkte und in den Arms Export Control Act umbenannte. Dennoch fuhren die USA damit fort, dem Iran große Mengen an Waffen bis zur Islamischen Revolution 1979 zu verkaufen.
Im Jahr 1979 begann die iranische Defense Industries Organization gemeinsam mit Israel im Rahmen von Project Flower an Raketen zu arbeiten und beantragte ein gemeinsames Raketenentwicklungsprogramm mit den USA, welches jedoch abgelehnt wurde. In 1979 unternahm der Iran den ersten Schritt hin zu einer industriellen Produktion von Raketensystemen durch die Rückentwicklung von sowjetischen RPG-7-, BM-21- und SA-7-Raketen.
Nach der Islamischen Revolution 1979 und dem Beginn des Iran-Irak-Krieges 1980 zwangen Wirtschaftssanktionen und ein internationales Waffenembargo, angeführt durch die USA, sowie eine hohe Nachfrage nach militärischer Hardware den Iran dazu, für Reparaturen und Ersatzteile auf seine eigene Waffenindustrie zurückzugreifen. Die Iranische Revolutionsgarde wurde mit der Aufgabe betraut, die heimische Waffenindustrie zu reorganisieren. Unter deren Führung wurde die iranische Rüstungsindustrie erheblich ausgeweitet, so dass sich der Iran bald mithilfe von Geldern aus dem iranischen Verteidigungsministerium ein Arsenal an Raketen leistete.
Seit 1992 hat der Iran eigene Kampfpanzer, gepanzerte Truppentransporter, Lenkflugkörper, ein U-Boot und ein Kampfflugzeug.
Im Jahr 2007 belegte der UN-Sicherheitsrat im Kontext mit Ereignissen bezüglich des iranischen Atomprogramms den Iran mit Sanktionen, die es ihm verbieten, jegliche Form von Waffensystemen zu exportieren.